# Agave mapisaga
El maguey blanco, manso o pulquero (Agave mapisaga) es una especie de planta con flores perteneciente a la familia Asparagaceae.

## Distribución
El área de distribución nativa de esta especie se extiende en el Centro de México (tanto el centronorte como el centrosur), así como el Noreste y Suroeste del país.

## Taxonomía
Agave mapisaga fue descrito por William Trelease y publicada en Contributions from the United States National Herbarium 23(1): 130–131, en 1920.

#### Etimología
Véase: Agave
mapisaga: